# Henry William Herbert

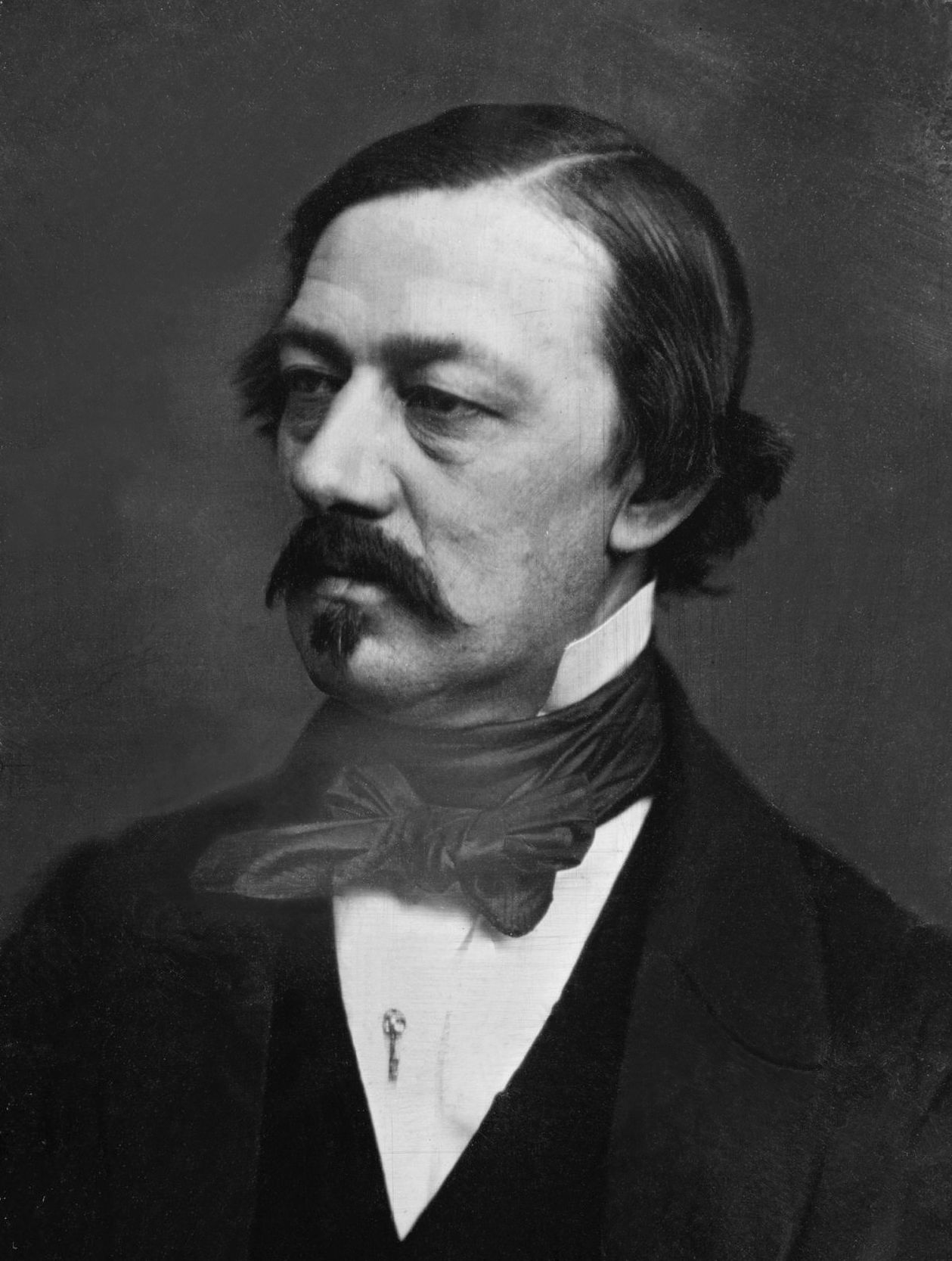
Henry William Herbert

Henry William Herbert (* 7. April 1807 in London; † 17. Mai 1858 in Manhattan) war ein englischer Schriftsteller, Übersetzer, Dichter, Journalist, Historiker und Illustrator.

## Leben
Henry, der älteste Sohn des Botanikers William Herbert und dessen Gattin Letitia Emily Dorothea Allen, besuchte das Eton College und schloss seine Studien am Gonville and Caius College 1830 als  Bachelor of Arts ab. Er emigrierte 1831 nach Nordamerika. Dort konnte er seinen drei Leidenschaften, der Jagd, dem Schieß- und Angelsport, ungestörter frönen als im heimatlichen England. Nach einem Aufenthalt in Kanada zog Herbert nach New York City und war dort bis 1839 an einer Privatschule als Latein- und Griechischlehrer tätig. Nebenher gründete er 1833 das American Monthly Magazine und schrieb für die Zeitschrift zahlreiche Beiträge, zog sich jedoch nach Dissenzen aus der Redaktion zurück. In den 1840er Jahren lieferte er Beiträge für Graham's Magazine.
Literarisch gestaltete historische Themen, die er 1834 anonym mit dem Roman The Brothers, a Tale of the Fronde startete, waren erfolgreich. Gewinnbringend auf dem Buchmarkt waren für Henry Herbert ebenso seine umfänglichen und zumeist eigenhändig illustrierten Bücher über die Jagd sowie den Schieß- und Angelsport.
1839 heiratete er Sarah Barker aus Bangor. Das Paar bekam zwei Kinder. Sarah starb am 11. März 1844. Im selben Jahr verstarb die Tochter. Der Sohn, nach England auf die Schule geschickt, blieb in Europa. Die letzten Jahre seines Lebens bewohnte Henry Herbert sein Haus in Passaic, ungefähr zwanzig Kilometer westlich von Manhattan. Im Februar 1858 heiratete er Adela de Budlong aus Providence, die Verbindung scheiterte aber. Der vereinsamte Herbert beging in Manhattan Suizid.

## Werke (Auswahl)
- The Magnolia. New York 1835 (archive.org, Ausgabe 1844)
- Cromwell, an Historical Novel. 1837 (archive.org, Bd. 1, London 1840)
- Marmaduke Wyvil, or the Maid’s Revenge. London 1843 (archive.org, Ausgabe New York 1843)
- The Brothers, a Tale of the Fronde. London, 1844 (Verweis im WorldCat)
- Guarica, the Charib Bride. London 1844 (Verweis auf Ausgabe 1970 bei Open Library)
- The Roman Traitor. London 1846 (archive.org, Bd. 2)
- The Miller of Martignè. New York 1847 (online im Hathi Trust)
- The Captains of the Old World ... from the Persian to the Punic Wars. New York 1851 (archive.org)
- The Cavaliers of England. New York 1852 (archive.org)
- The Quorndon Hounds. Philadelphia 1852 (online im Hathi Trust)
- The Knights of England, France, and Scotland. New York, 1852 (archive.org)
- The Chevaliers of France. New York 1853 (online im Hathi Trust)
- American Game in its Season. New York 1853 (archive.org, Ausgabe 1873)
- The Captains of the Roman Republic ... from the Punic wars to the death of Caesar. New York 1854  (archive.org)
- Persons and Pictures from French and English History from the Norman conquest to the fall of the Stuarts. New York 1854  (archive.org)
- Wager of battle. A tale of Saxon slavery in Sherwood Forest. New York 1855 (archive.org)
- Memoirs of Henry VIII of England and his Six Wives. New York, 1858 (archive.org, Ausgabe Philadelphia 1880)
- William Wildwood (Hrsg.): Fugitive Sporting Sketches. Westfield (Wisconsin) 1879. (online im Hathi Trust)
- Morgan Herbert (Hrsg.): Poems. 1887 (archive.org, Ausgabe New York 1888)

Übersetzer
- Aischylos: The Prometheus and Agamemnon. Cambridge (Massachusetts) 1849 (archive.org)
- Charles Weiss: History of the French Protestant Refugees. New York 1854 (archive.org, Bd. 2)

Herausgeber
- Dinks, Edward Mayhew, Hutchinson: The Dog. 1857 (archive.org, Ausgabe New York 1873)

Pseudonym Frank Forester
- The deerstalkers. A sporting tale of the south-western counties. Philadelphia 1843 (archive.org)
- My Shooting Box. Philadelphia 1846 (online im Hathi Trust)
- Field Sports of the United States and the British Provinces of America. London 1848 (archive.org, Bd. 2, Ausgabe New York 1864)
- The Warwick Woodlands. 1849 (archive.org, Ausgabe New York 1851)

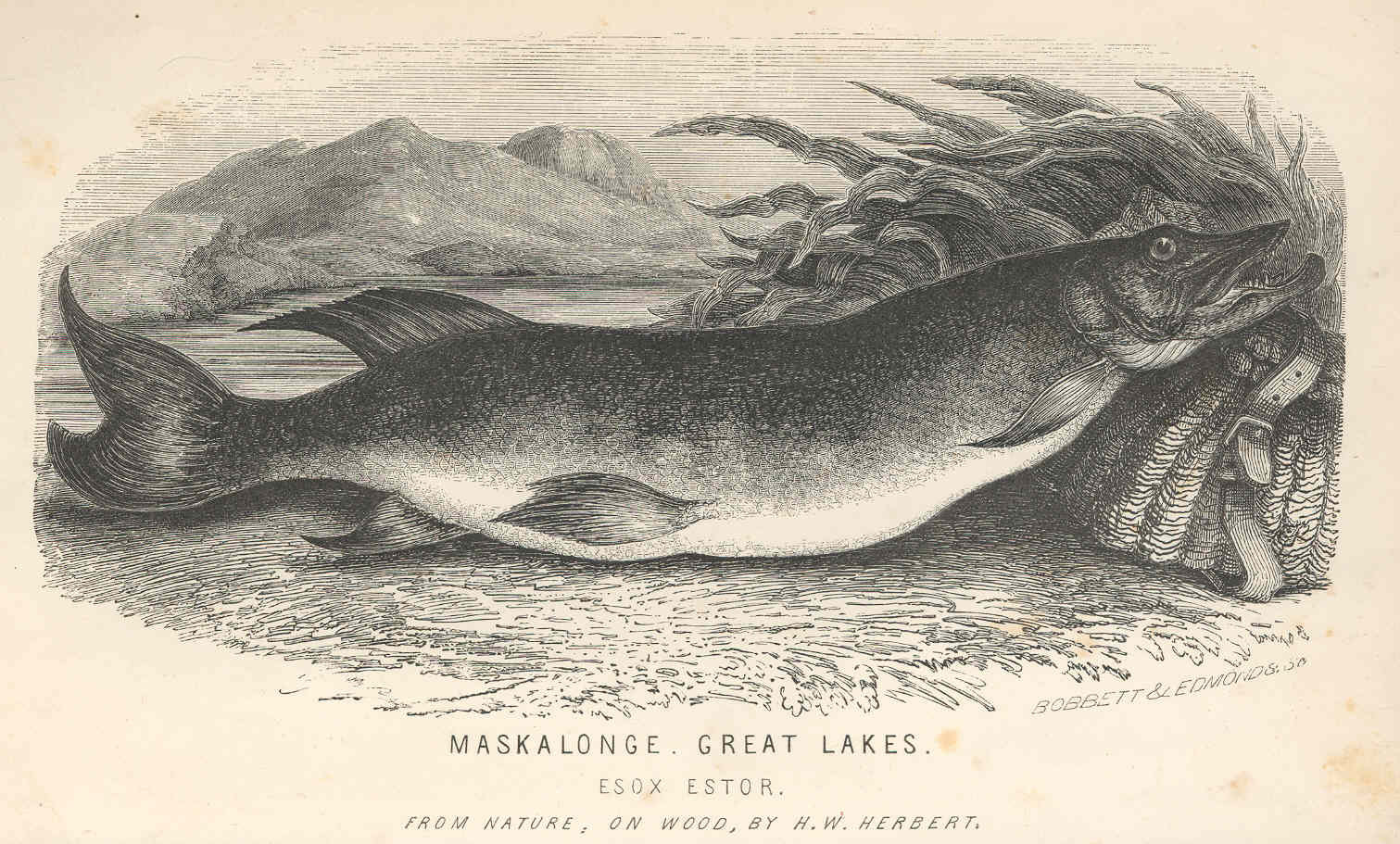
Der Autor als Illustrator: Frontispiz in Fish and Fishing

- Frank Forester and his Friends. London 1849 (Verweis bei goodreads)
- Fish and Fishing in the United States and British Provinces of North America. London, 1849–1850 (archive.org, Ausgabe New York 1851)
- Complete Manual for Young Sportsmen. New York 1852. (online im Hathi Trust)
- Young Sportsman’s Complete Manual. 1852 (archive.org, Ausgabe New York 1856)
- The Old Forest Ranger. 1853 (Verweis bei goodreads)
- Sporting Scenes and Characters. Philadelphia 1857 (archive.org, Bd. 1, Ausgabe 1881)
- Horse and Horsemanship of the United States and British Provinces. New York, 1857 (archive.org, Bd. 1, Ausgabe 1871)
- Hints to horse-keepers. New York 1881 (archive.org)